# Toonami
Toonami是美國有線電視頻道Cartoon Network旗下一個節目區塊品牌。有關名字是結合英語中動畫（Cartoon）和海嘯（Tsunami）最後四個字節，寓意區塊會為觀眾帶來泛起大浪般刺激的動畫作品。區塊於1997年3月17日啟播，並於2008年9月20日一度結束。但後來在一眾支持者要求和頻道重整形象的鋪排下，重新在2012年5月26日安排播放。儘管海嘯一詞源自日本，惟最初安排的均為動作系的美國動畫。引入日本動畫是屬於頻道後期的政策，讓區塊於美國地區作為其中一個日本動畫集中點。

## 歷史
1997年3月17日，Toonami取代了另一個節目區塊Power Zone，成為Cartoon Network週一至週五下午時段，亦即兒童黃金時段的一大節目。區塊最初是由一位名為Moltar的外星製作人，於一間外星工廠作虛擬主持，由C. Martin Croker聲演。其造型、背景和聲音演出的安排均出自頻道集團前身的Hanna-Barbera製作的動畫《Space Ghost》。當時亦採用了最新的電腦成像技術讓各虛擬人物和環境展現出立體逼真的形態，比多數用2D和Flash製作的同類節目區塊為高。
1999年7月10日，Toonami作出相對大型的更新。虛擬主持換上了名為T.O.M.的人工智能機械人（T.O.M.的意思為節目的營運工具，Toonami Operating Module），由Steven Blum聲演。主持的工廠亦轉為一個同屬《Space Ghost》設定的宇宙戰艦「赦罪號」（Absolution），展現一個宇宙廣闊的世界觀。頻道其後亦一度追加長度達5小時的週六深夜安排，播放尺度上更為開放的作品，其中包括《新機動戰記高達W》的無刪剪版本。有關安排至2000年3月改為週一至週五每天於晚上播放1小時，在2003年1月全面取消。
2004年4月17日，Toonami由最原始的週一至週五下午時段調往週六晚間時段，播放5小時份量的作品。其中一個改變的原因是在於部分節目開始偏向暴力，不適合於平日以兒童為主的時段播出。其後在2007年10月27日展開十周年慶祝活動，並進行了偏向較年青觀眾群的改革，播放時間縮短為2小時。2008年9月20日，Cartoon Network以一段半分鐘的宣言結束這個播放長達11年的區塊，有關的員工被遣散到其他部門工作。
2012年4月1日，適逢愚人節，Cartoon Network的姊妹頻道Adult Swim按習慣推出一些節目編排上的玩笑，結果讓這個歷史相對悠久的區塊復活一天，並全夜播放一些經典的動作系日本動畫。緊隨的一天，adult Swim於官方Twitter詢問了一句想不想有關區塊捲土重來，結果於短短兩天接收了足夠的正面意見，讓官方確切推行有關區塊的復活。同年5月16日，頻道於Facebook正式宣佈Toonami由5月26日起進駐adult Swim星期六深夜00：00至06：00之時段，起初鋪排3小時的節目並在後方緊接重播，後來於10月擴展至足本播放6小時的節目。2014年1月，再因應adult swim投資作品而向前延伸半小時，播放6.5小時的節目。自重新開播以來，相關時段的觀眾人數曾經較過往重播時段翻倍，不過後來有所下降。直至2015年2月7日，adult Swim宣佈只保留00：00至03：30，合共3.5小時的節目時段。

## 相關媒體

### 虛擬形象及故事
雖然Toonami原則上並不能當成一個完整的節目，惟Cartoon Network一直為這個具收視和人氣的節目區塊，設計各種世界觀和性格鮮明的角色，亦曾連續3年安排一些突發的「淪陷事故」（Total Immersion Events），讓觀眾在網上和電視投入協助虛擬主持的互動場景。 1999年，為了更換主持人和主持界面，就曾指出Moltar因為某些犯罪活動被懲罰，所以決定把工作交給接近全自動化的T.O.M.（後稱T.O.M. 1.0）和赦罪號，情節上是跟動畫《Space Ghost》有所接駁，但亦可說是鋪排日後的分道揚鑣。
而「淪陷事故」系列於2000年9月初次出現。第一部名為《侵略者》（The Intruder）的故事，主要講述赦罪號被某種沒有固定形態的外星物質侵略，要主持人T.O.M.上前對抗。故事除了介紹戰艦系統是由人工智能SARA管理，並讓T.O.M.在遭逢挫敗的契機下，展現更成熟的2.0形態繼續主持節目。有關活動令2002年9月27日打後的Toonami版面完成較大幅度的改動。
另一個系列為2001年9月的《鎖定》（Lockdown），頻道亦首次安排MMORPG作情節互動，創下了破紀錄的瀏覽紀錄。故事環繞T.O.M.和SARA如何避免戰艦被垃圾壓縮器處理。其後再於2002年9月推出《被困超空間》（Trapped in Hyperspace），故事環繞正進行時空轉移的赦罪號被時空外星人狙擊，T.O.M.需要重新啟動系統，以免戰艦失控墜落地球。這兩次活動雖然跟網上遊戲有更緊湊和更大的聯動關係，但並未為介面帶來特別改變。其後亦因為項目製作嚴重超支，使其成為Cartoon Network時期最後的互動系列。
2003年，Cartoon Network以一段網絡漫畫劇情作契機，讓赦罪號一行人被宇宙海盜粉身碎骨，靠著一些僅存的資料去重新塑造全新的T.O.M.的3.0形態、接近實體化的SARA和全新上色的赦罪號MK-II。2007年，頻道伴隨著縮減時段，不動聲色地改動T.O.M.形象至幼齡化的4.0，SARA和赦罪號MK-II被完全撤走，亦加入更多年輕形象的機械人。此舉不但顫覆了Toonami過去較冷酷的氣氛，亦沒有確切地安排一個跟過去相襯的故事背景，為不少長期觀眾所詬病。隨著Toonami不足一年後被撤走，是次改革宣告失敗。
2012年，Toonami重現時讓一個經重新編制的T.O.M. 3.0（部分模組解像度、顏色及線條存在差異，忠實粉絲俗稱為T.O.M. 3.5）和赦罪號MK-II回歸。然後於2013年，adult swim正式引入全新製作的形象，T.O.M. 5.0和赦罪號MK-III正式登場，連帶SARA亦重新出現。及後再於2014年因應Adult Swim頻道本身改革，在不改動角色形象下，微調宣傳、報幕及預告的形象標識。
2015年11月，官方發佈全新「事故」系列《侵略者 2》（The Intruder 2），闡述T.O.M. 5.0和SARA於宇宙遇上叫人熟悉，但已面目全非的老敵人——被外星物質侵蝕身心的T.O.M. 1.0。是次活動令重現的SARA及赦罪號MK-III被消去。

### 音樂
Toonami一直擁有度身訂造的音樂以配合各種過場畫面。1997年區塊啟播時是由藝人Tommy Guerrero負責，1999年第一次改革改由作曲家Joe Boyd Vigil負責，並曾於2001年推出相關之原聲音樂大碟《Toonami: Deep Space Bass》。隨後於2003年，DJ Clarknova以本節目區塊的主題創作一些新曲，並為部分舊歌重新編曲。Cartoon Network原定為此發行合共一小時的全新大碟《Toonami: Black Hole Megamix》，但計劃後來不了了之。
而在2003年直至現代，Toonami主要使用出自發行公司Ninja Tune的音樂，亦有不少非主流饒舌及電子音樂著作，一般會按角色形象之轉變而大幅更換常用曲目表。

### 遊戲
Toonami於1999年改革後，就不時在廣告時段播放由T.O.M.或SARA作短小的電子遊戲評論。主持會就著一個遊戲作1至5分的評等，以5分為最完美，1分為最差。此制度後來在2001年改為1至10分制。

## 現時播映之節目
|        | 00:00         | 00:30            | 01:00         | 01:30     | 02:00       | 02:30           | 03:00      | 03:30  |
| ------ | ------------- | ---------------- | ------------- | --------- | ----------- | --------------- | ---------- | ------ |
| 星期六 | 我的英雄學院* | Dr.STONE 新石紀* | 半妖的夜叉姬* | 食戟之靈* | 黑色五葉草* | 火影忍者疾風傳* | 進擊的巨人 | 龍珠超 |

| * 頻道首播，以Adult Swim及Cartoon Network共用頻道作準。 |

## 首播列表

### Cartoon Network時代
1997
- 霹靂貓
- 卡通輪盤（短篇集）
- 金剛戰神
- The Real Adventures of Jonny Quest

1998
- 太空堡壘
- 特種變形勇士
- 美少女戰士
- 龍珠Z
- 英雄朋友

1999
- ReBoot
- 飛天小女警
- 魔神壇鬥士

2000
- G-Force: Guardians of Space
- 新機動戰記高達W
- 蝙蝠俠：動畫系列
- 天地無用！系列
- 青之6號
- 超人：動畫系列

2001
- The Big O
- 百變小櫻Magic咭
- 機動戰士高達
- 機動戰士高達第08MS小隊
- 龍珠
- 未來蝙蝠俠
- 索斯機械獸
- 機動戰士高達0080：口袋中的戰爭

2002
- 哈姆太郎
- 經典索斯機械獸
- 機動武鬥傳G 高達
- He-Man and the Masters of the Universe
- 變形金剛：微型傳說
- 義勇羣英
- 傑克武士

2003
- .hack//SIGN
- 機動戰艦
- 鐵人28號
- 新世紀福音戰士
- 地球防禦企業
- 幽遊白書
- 浪客劍心
- 正義聯盟
- 人造人009
- SD高達FORCE
- 龍珠GT
- 星球大戰：複製戰紀

2004
- 決鬥大師
- 小飛俠阿童木2003
- 變形金剛：超能連結
- 成龍冒險記
- 機動戰士GUNDAM SEED
- 超時空機械人傳說
- 聖石小子
- 少年悍將
- 正義聯盟無限版

2005
- D.I.C.E.
- 魔法小神童加旋
- The Batman
- ONE PIECE
- 變形金剛：銀河之力
- 遊戲王
- 火影忍者
- IGPX（Toonami原創作品）

2006
- 霹靂布袋戲
- 寵物小精靈超世代
- 神奇4俠
- 遊戲王GX
- MÄR 魔法世界
- 網球王子

2007
- 暴風鷹戰隊
- 流星洛克人

2008
- 爆丸
- 藍龍
- Ben 10 外星英雄

### Adult Swim時代
2012年
- BLEACH
- 死囚樂園
- 卡辛Sins
- 鋼之鍊金術師FA
- 攻殼機動隊 S.A.C. 2nd GIG
- 星際牛仔
- FLCL
- 七武士
- 交響詩篇
- 組合戰神
- 霹靂貓2011
- 攻殼機動隊 STAND ALONE COMPLEX
- 犬夜叉
- 天地無用！ GXP

2013年
- 噬魂師
- 刀劍神域
- The Big O 第二季
- 星球大戰：複製戰紀 2008
- FLCL

2014年
- 宇宙浪子（adult swim投資作品）
- 火影忍者疾風傳
- 青之祓魔師
- 黑礁
- 進擊的巨人
- 當心蝙蝠俠
- 天元突破紅蓮螺巖
- 厄夜怪客 OVA
- 龍珠改
- 犬夜叉 完結篇

2015年
- KILL la KILL
- 刀劍神域Ⅱ
- 道子與哈金
- 斬！赤紅之瞳
- 寄生獸 生命的準則

2016年
- 琉球武士瘋雲錄
- Dimension W －第四次元－
- HUNTER×HUNTER（2011年版本）
- 機動戰士高達 鐵血的孤兒
- 一拳超人
- JoJo的奇妙冒險

2017年
- 龍珠超
- 七龍珠改 (The Final Chapters）
- 機動戰士高達UC RE:0096
- 傑克武士（新作）
- 東京喰種
- 鲁邦三世 PART IV
- 東京喰種{\displaystyle {\sqrt {A}}}
- JoJo的奇妙冒險：星塵鬥士
- 星方武俠Outlaw Star
- 黑色五葉草

2018年
- 我的英雄學院
- FLCL Progressive、Alternative（adult swim投資作品）
- POP TEAM EPIC
- JoJo的奇妙冒險：不滅鑽石
- 博人传-火影次世代-
- 路人超能100
- MEGALO BOX

2019年
- 刀劍神域 Alicization
- 約定的夢幻島
- 魯邦三世 PART5
- 食戟之靈
- 機動戰士GUNDAM THE ORIGIN
- 炎炎消防隊
- gen:LOCK
- Dr.STONE 新石紀
- 鬼滅之刃
- JoJo的奇妙冒險：黃金之風

2020年
- 刀劍神域 Alicization War of Underworld
- 妄想代理人
- Ballmastrz: 9009
- 暗殺教室
- 勝利盤：死拍
- 原始戰記

2021年
- SSSS.GRIDMAN
- 半妖的夜叉姬
- 哈莉·奎茵
- 海賊王女
- 2020：黑蓮花

2022年
- 來自深淵
- 莎木（adult swim投資作品）
- 魯邦三世 PART6
- C團地（adult swim投資作品）

2023年
- 獨角獸 鬥士之永恆
- 我與超人的歷險
- FLCL Grunge、Shoegaze（adult swim投資作品）

2024年
- 莉可麗絲
- 忍者神威
- 殭屍100～在成為殭屍前要做的100件事～
- 瑞克與莫蒂 日本動畫（adult swim投資作品）
- 漩渦（adult swim投資作品）
- 無敵打女
- 肌肉魔法使-MASHLE-

## 網絡廣播
2001年3月26日，Cartoon Network宣佈追加「Toonami Reactor」，為整個頻道第一次提供有關的網上重溫服務。內容並不限於過往播放的節目，還曾經宣傳獨家首播作品。惟此服務於短短三個月後就除下，於11月14日經重新設計後再次上線。其後於2002年夏天，Adult Swim開始進駐Toonami類近的晚間時段，於是網上服務亦順勢合併為「Adult Swim Pipeline」。
2005年，Toonami加入自選影像服務，並成為全世界首個以MPEG-4技術壓縮播放的節目組合。
2006年4月25日，Cartoon Network宣佈與VIZ Media合作，再一次推出有關區塊的網上重溫服務，命名為「Toonami Jetstream」，同年7月30日啟播，內容再次包含獨家首播作品。後來隨著區塊結束，Toonami Jetstream依然運作近一年的時間，直至2009年1月30日，移植所有未完節目至後來開辦的綜合頻道Cartoon Network Video。這在2012年回歸前被視為Toonami品牌的最後一次出現。
2012年，Toonami重現時安排節目在Adult Swim網站的一個專區作重溫，繼續包含網上首播作品。

## 相關项目
- Adult Swim
- Miguzi

## 外部連結
- 官方網站（页面存档备份，存于）
- 官方互動Tumblr（页面存档备份，存于）